# Luka Kovač
Dr. Luka Kovač je izmišljeni lik iz NBC-jeve televizijske serije Hitna služba koji utjelovljuje hrvatski glumac Goran Višnjić. Prvi se put pojavljuje u šestoj sezoni serije (1999.). U seriji, dr. Kovač je liječnik iz Hrvatske, koji se preselio u SAD nakon gubitka obitelji u obrani Vukovara. U kasnijim sezonama bio je i voditelj hitne službe te liječnik u hospiciju, postavši glavnim muškim likom serije. Lik se pojavljuje sve do svršetka 13. sezone.
Ime liku dao je sam Višnjić (ime Luka po nećaku, a prezime Kovač po prijatelju). U jednoj od epizoda dr. Kovač recitira monolog iz Hamleta »Biti ili ne biti« na hrvatskome jeziku.
U epizodi The Crossing (Prijelaz), dr. Kovač ispovijeda se umirućem biskupu (James Cromwell) pripovijedajući ratne traume koje je doživio u Vukovaru. U epizodi The Lost (Izgubljeni), dr. Kovač, kao dio ekipe Liječnika bez granica, odlazi u Kongo gdje je zamalo ubijen; na samrti moli Oče naš na hrvatskome zbog čega ga vojnici zamijene za svećenika i poštede mu život.